# 이고리 세르게예프 (우즈베키스탄의 축구 선수)
이고리 블라디미로비치 세르게예프(우즈베크어: Igor Vladimirovich Sergeyev 이고르 블라디미로비치 세르게예프, 러시아어: И́горь Влади́мирович Серге́ев, 1993년 4월 30일~)는 우즈베키스탄의 축구 선수로 포지션은 공격수이다. 현재 태국 리그 1의 BG 빠툼 유나이티드에서 뛰고 있으며 우즈베키스탄 축구 국가대표팀의 일원으로도 활동 중이다.

## 클럽 경력
2011년 파흐타코르 타슈켄트에서 프로에 데뷔하여 2017년까지 주축 공격수로 159경기 74골의 눈부신 활약으로 우즈베키스탄 슈퍼리그 3회 우승, 2011년 리그 준우승, 우즈베키스탄컵 2회 우승 등에 일조했고 특히 2015년 우즈벡 슈퍼리그에서 24골을 터뜨리며 득점왕에 오르기도 했다.
2016년에는 대표팀 동료 예고르 크리메츠와 함께 중국 슈퍼리그의 베이징 궈안으로 임대 이적하여 10월 16일 창춘 야타이와의 리그 경기에 데뷔한 이후 16경기 1골을 기록하며 중국 슈퍼리그 2016 5위의 성적에 일조했다.
그 뒤 2018년 7월 6일 친정팀인 파흐타코르 타슈켄트로 복귀하여 리그 2회 우승 및 1회 준우승, 우즈베키스탄컵 2연패, 2019년 우즈베키스탄 리그컵 우승, 2020년 AFC 챔피언스리그 8강을 이끈 후 2021년 2월 카자흐스탄 프리미어리그의 FC 악토베로 이적해 20경기 7골을 기록하다가 5개월 후 같은 리그의 FC 토볼로 이적한 뒤 2023 시즌 중반까지 공식전 66경기 27골을 터뜨리며 2021 시즌 리그 우승, 카자흐스탄컵 4강, 2022 시즌 카자흐스탄 슈퍼컵 우승, 리그 3위의 성적에 기여했다.

## 국가대표팀 경력
우즈베키스탄 U-20 대표팀의 일원으로 19경기 11골을 터뜨리며 팀의 2012년 AFC U-19 챔피언십 4위, 2013년 FIFA U-20 월드컵 8강 진출 등을 이끌며 혜성 같이 나타난 후 2013년 9월 10일 우즈베키스탄 성인대표팀 소속으로 요르단과의 2014년 FIFA 월드컵 아시아 지역 예선 플레이오프 2차전에서 국제 A매치 데뷔전을 치렀으나 팀은 승부차기에서 8-9로 석패하며 사상 첫 월드컵 본선행이 좌절되었다.
그로부터 1달 뒤인 10월 15일 베트남과의 2015년 AFC 아시안컵 예선 E조 3차전에서 A매치 데뷔골을 터뜨리며 3-1 승리에 공헌했고 또 1달 후에 열린 4차전에서도 득점을 기록하며 6회 연속 아시안컵 본선행을 이끌었으며 이후 열린 북한과의 본선 B조 1차전에서도 선제골이자 결승골을 터뜨리며 팀의 1-0 승리를 이끌었고 2018년 FIFA 월드컵 아시아 지역 2차 예선에서도 5골을 터뜨리며 3차 예선 진출에 기여하는 등 현재까지 A매치 통산 54경기 16골을 기록 중이다.

## 수상

### 클럽
파흐타코르 타슈켄트
- 우즈베키스탄 슈퍼리그 : 우승 (2012, 2014, 2015, 2019, 2020), 준우승 (2011, 2018)
- 우즈베키스탄컵 : 우승 (2011, 2019, 2020), 준우승 (2018)
- 우즈베키스탄 리그컵 : 우승 (2019)

 FC 토볼
- 카자흐스탄 프리미어리그 : 우승 (2021), 3위 (2022)
- 카자흐스탄컵 : 4강 (2021)
- 카자흐스탄 슈퍼컵 : 우승 (2022)

### 국가대표팀
우즈베키스탄 U-20
- AFC U-20 아시안컵 : 4강 (2012)

### 개인
- AFC U-20 아시안컵 득점왕 : 2012 (7골)
- 우즈베키스탄 슈퍼리그 득점왕 : 2015 (24골)